# 리덩후이
리덩후이(중국어 정체자: 李登輝, 간체자: 李登辉, 병음: Lǐ Dēnghuī, 한자음: 이등휘, 1923년 1월 15일 ~ 2020년 7월 30일)은 중화민국의 정치인으로, 창씨개명한 그의 일본식 이름은 이와사토 마사오(岩里 政男)이다.
그는 일본 제국 시절 교토 대학 농학부 농림경제학과에 다니다 일본 육군 소위가 되었다. 이후 미국으로 유학한 그는 아이오와 주립대에서 석사 학위를 받았으며 1968년 코넬 대학교에서 박사 학위를 받았다. 대만으로 귀국한 이후 1988년 대만에서 성장한 본성인 출신으로는 최초로 중화민국의 총통이 되었다. 일본에 대해 호의적인 성향 때문에 그는 중화민국에서 대표적인 친일 정치인 가운데 하나로 뽑힌다.
정치상의 업적은 대통령 직접 선거를 시행하고 국민대회를 폐거했으며, 대만성정부 기관을 축소 시켰다. 리덩후이가 시행한 여러 정치적 변화 덕분에 현재 대만은 민주화가 크게 진전되었다.

## 총통직 수행
1988년 1월 13일 장징궈 총통의 사망으로 총통직을 이어받은 리덩후이는 대만 출신 인물들을 대거 기용하고 중화민국 헌정 이래 처음으로 직선제를 도입하는가 하면 그 동안의 대륙 지향적 사고에서 벗어나 현실의 중화민국을 추구하려고 했다. 이로 인해 대륙 수복을 원하던 보수적인 국민당내의 일부 세력들이 탈당하는 사태가 벌어졌고 1996년에 실시된 총통 선거 때에는 중화인민공화국이 리덩후이의 당선을 막기 위해 대규모 군사 훈련을 실시하기도 하였지만 오히려 리덩후이가 54%의 압도적인 지지를 얻어 총통에 당선되는 결과를 낳게 된다. 이후 그는 1999년에 '양국론' 발언(공식적인 자리에서 최초로 나온 두 개의 중국 발언)을 해 다시 한 번 중화인민공화국과의 긴장을 일으켰다.
이듬해인 2000년에 실시된 총통 선거에서 그는 겉으로는 국민당의 롄잔 후보를 지원했지만 실제로는 급진적 독립주의자인 민주진보당의 천수이볜 후보를 지지하였다. 이로 인해 그는 국민당에서 축출되었고 대만단결연맹이라는 정당을 창당하여 민주진보당 천수이볜에 협력한 바 있다. 퇴임 후에는 일본 야스쿠니 신사에 직접 참배하기까지도 해서 국민당과 그가 지원하던 민주진보당, 그리고 중화인민공화국 정부가 그의 야스쿠니 신사 참배를 강도높게 비난하기도 하였다.

## 가족관계
- 형: 리덩친(1921년 ~ 1944년 12월 15일)
- 아내: 쯩원후이(1926년 ~ ) - 1949년 결혼
  - 장남: 리셴원(1950년 ~ 1982년) - 암으로 사망
    - 손녀: 리쿤이 - 2015년 결혼.

  - 딸: 리안나(1952년 ~ )
  - 딸: 리안니(1954년 ~ )

## 같이 보기
- 두 개의 중국
- 야스쿠니 신사
- 안내[깨진 링크(과거 내용 찾기)]